# Erövraren (TV-serie)
Erövraren (norska: Eroberen) är en norsk miniserie från 2012 i regi av Eva Isaksen. Den hade svensk premiär den 8 juli 2013. Den berättar om uppväxten av TV-profilen Jonas Wergeland, spelad av Kåre Conradi, och dennes eskapader. Serien är baserad på Jan Kjærstads böcker romantrilogi Förföraren, Erövraren och Upptäckaren.